# لوكا كريكو
لوكا كريكو (بالإيطالية: Luca Crecco)‏ من (مواليد 5 سبتمبر 1995، في روما، إيطاليا) لاعب كرة قدم إيطالي يلعب حالياً لصالح نادي الدرجة الثانية ترنانا الإيطالي منذ 2014 في مركز قلب الهجوم.

## روابط خارجية
- لوكا كريكو على موقع قاعدة بيانات كرة القدم.إي يو (الإنجليزية)
- لوكا كريكو على موقع Soccerway.com (الإنجليزية)
- لوكا كريكو على موقع AS.com (الإسبانية)